# Бровцев, Сергей Георгиевич
Сергей Георгиевич Бровцев(18 сентября 1920, Пестово — 16 июля 1964, Московская область) — советский лётчик-испытатель. Освоил и испытал около 100 типов самолётов и вертолётов.
Герой Советского Союза(1958). Кавалер четырёх орденов Красной Звезды (1945, 1953, 1956, 1962). Заслуженный лётчик-испытатель СССР (1963). Полковник ВВС СССР (1958). Военный лётчик 1-го класса.

## Биография

### Ранние годы

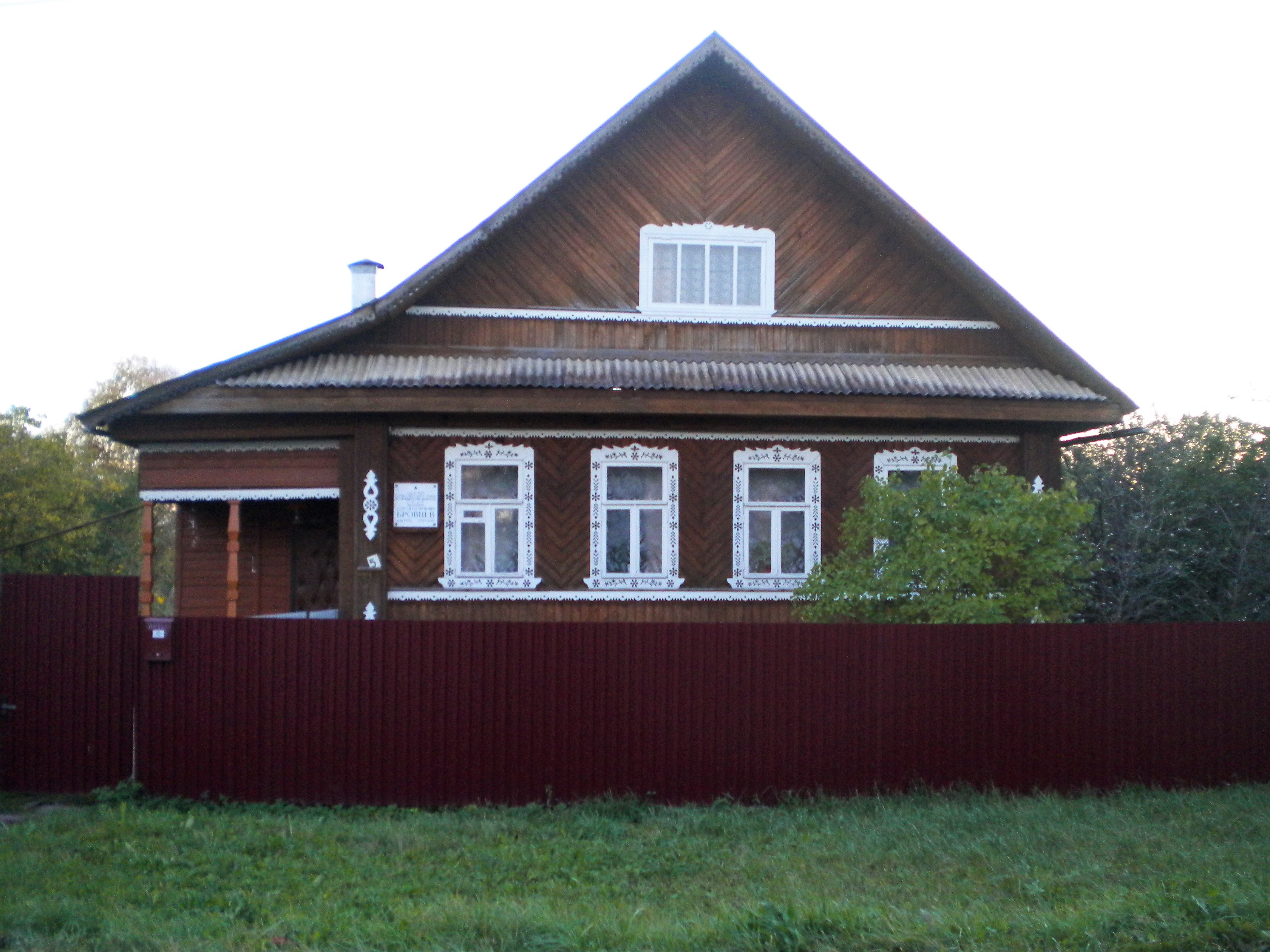
Дом родителей С. Г. Бровцева. Посёлок Спирово, Тверская область

Сергей Бровцев родился 18 августа 1920 года в деревне Пестово (Новоторжский уезд, Тверская губерния, РСФСР; ныне — Спировский муниципальный округ, Тверская область, Российская Федерация).
Отец, Георгий Иванович Бровцев работал на Николаевской (Октябрьской) железной дороге. Мать, Анна Михайловна Бровцева была одним из первых организаторов сельскохозяйственного кооператива в посёлке Спирово.
Сергей Бровцев — старший из четырёх детей Георгия Ивановича и Анны Михайловны Бровцевых.
С 1923 года проживал с родителями в посёлке Спирово.
Окончил семь классов средней школы в посёлке Спирово (ныне Средняя общеобразовательная школа № 8 имени Героя Советского Союза С. Г. Бровцева).
В 1937 году окончил школу фабрично-заводского ученичества (ФЗУ) при Вышневолоцком хлопчатобумажном комбинате. Работал слесарем-ремонтником на ткацкой фабрике «Большевичка» в Вышнем Волочке.

### Военная служба

#### Начало службы в авиации
В 1937 году в Вышнем Волочке Сергей Бровцев прошёл первоначальное лётное обучение в филиале Калининского аэроклуба имени А. П. Ляпидевского Отдела авиации Калининского областного совета
Осоавиахима СССР. Первым из своей группы учащихся (учлётов) пилотской школы был допущен к самостоятельному полёту.
После окончания пилотской школы аэроклуба работал инструктором-лётчиком на аэродроме Осоавиахима в Вышнем Волочке.
1 апреля 1938 года Вышневолоцкий районный военный комиссариат Калининской области призвал Бровцева на службу в Военно-воздушные силы Рабоче-крестьянской Красной Армии (ВВС РККА).
В 1939 году окончил 8-ю военную школу лётчиков (Одесскую военную авиационную школу пилотов) в Одессе (с 1939 года — Конотопская военная авиационная школа пилотов имени Полины Осипенко, Конотоп, Сумская область, Украинская ССР).

#### Вторая мировая война
После окончания Одесской ВАШП Сергей Бровцев в 1939—1945 годах проходил службу в ВВС Дальневосточного фронта. В 1945 году командовал авиаэскадрильей, участвовал в советско-японской войне.
Места службы в ВВС ДВФ
1939 год — 14-й истребительный авиационный полк 1-й Краснознамённой армии (14 иап 1 ОКА), аэродром Куйбышевка-Восточная (ныне город Белогорск, Амурская область).
1943 год — 777-й истребительный авиационный полк 11-й воздушной армии (777 иап 11 ВА), аэродром Куйбышевка-Восточная.
1945 год — 534-й истребительный авиационный полк 10-й воздушной армии (534 иап 10ВА), аэродром Возжаевка (Амурская область).
Великая Отечественная война
Во время Великой Отечественной войны (1941—1945) Бровцев подал пять рапортов об отправке в действующую армию, на советско-германский фронт. Однако, вышестоящее командование решило: «Быть в боевой готовности к защите наших восточных границ».
После нападения Германии на СССР войска Дальневосточного фронта активно готовились к возможному вторжению японской Квантунской армии. К началу августа 1941 года в Маньчжурии и Корее была сосредоточена группировка японских войск численностью 850 тысяч человек. Объявление Японией войны Союзу ССР было намечено на 10 августа 1941 года, сразу после ожидавшегося странами Оси захвата немецкой армией Москвы . До 1944 года в ежегодный план Генерального штаба Императорской армии Японии включался план «Особые манёвры Квантунской армии» («Кантокуэн»), разработанный в 1941 году и увязанный с немецким планом «Барбаросса».
14-й истребительный авиационный полк с 27 августа 1940 по 8 июля 1941 года входил в состав 31-й смешанной авиационной дивизии. Затем был подчинён непосредственно штабу ВВС 1-й Краснознамённой армии ДВФ. Полк был укомплектован поршневыми истребителями И-16 и И-153 «Чайка». В 1941 году С. Г. Бровцев был назначен командиром звена истребителей 153 «Чайка».
В 1943 году С. Г. Бровцев году вступил в ВКП(б).
В 1943 году — командир смешанной отдельной истребительной эскадрильи.
На счету С. Г. Бровцева более 15 типов освоенных современных военных самолётов, в том числе И-16, И-153 «Чайка», Р-5.
Советско-японская война
С 9 августа по 2 сентября 1945 года Сергей Бровцев принимал участие в советско-японской войне. Командовал эскадрильей 534-го истребительного авиаполка 2-го Дальневосточного фронта в ходе Сунгарийской наступательной операции.
534-й истребительный авиационный полк был сформирован в 1938 году как 3-й истребительный авиационный полк ВВС 2-й Краснознамённой армии (3 иап 2 ОКА).
29 ноября 1944 года 3-й истребительный авиаполк был переименован в 534-й истребительный авиаполк и включён в состав 296-й истребительной авиационной дивизии 10-й воздушной армии Дальневосточного фронта.
Во время советско-японской войны лётчики 534-го истребительного авиаполка совершили 101 боевой вылет.
Приказом Верховного Главнокомандующего № 372 от 23 августа 1945 года лётчикам 296-й истребительной авиационной дивизии была объявлена благодарность за «отличные боевые действия» при форсировании рек Амур и Уссури, овладении городами Цзямусы, Мэргень, Бэйаньчжэнь.
Указом Президиума Верховного Совета СССР от 14 сентября 1945 года 534-й истребительный авиаполк был награждён орденом Красного Знамени.

#### После войны
В 1946 году Сергей Бровцев окончил Военно-воздушную академию в посёлке Монино (Московская область).
С января 1947 года С. Г. Бровцев находился на лётно-испытательной работе в Государственном Краснознамённом научно-испытательном институте Военно-воздушных сил (ГК НИИ ВВС). За это время он испытал около 100 типов самолётов и вертолётов.
С 1953 года жил в доме № 27 по Институтской улице в посёлке Чкаловский (Щёлково-3, ныне в черте города Щёлково).
Участвовал в испытаниях поршневых истребителей Ла-7, Ла-9, Ла-11, Як-9, реактивных истребителей Ла-15, МиГ-15, МиГ-19, Як-15, Як-17, штурмовика Ил-10, военно-транспортного самолёта Ан-8, вертолётов Ка-15, Ми-1, Ми-1У, Ми-4, Ми-6, Як-100 (Як-22), Як-24.
Проводил испытания противоштопорных ракет на Як-9, Ла-11, МиГ-15, испытания по сбросу фонаря на Ла-15 (февраль-март 1950), испытания Ми-4 на авторотации (1954), испытания противообледенительной системы на Ан-8 (1960), Ми-6 в сложных метеорологических условиях (1963).
Сергей Бровцев — второй после Георгия Тинякова советский военный лётчик, которому были доступны скорости полёта от нуля до 1000 км/ч.

#### Герой Советского Союза
Указом Президиума Верховного Совета СССР от 25 июня 1958 года заместителю начальника отдела по летной работе — старшему лётчику-испытателю ГК НИИ ВВС полковнику С. Г. Бровцеву за мужество и отвагу, проявленные при выполнении воинского долга, а также за освоение новой техники было присвоено звание Героя Советского Союза (медаль «Золотая звезда» № 11076).

### Испытания вертолётов
С участием лётчика-испытателя ГК НИИ ВВС Сергея Бровцева были освоены и усовершенствованы 14 типов первых советских вертолётов.
Г-3 и Г-4. В конце 1948 года в Серпухове была сформирована первая в СССР учебная вертолётная эскадрилья. Подразделение было оснащено многоцелевыми вертолётами Г-3 и Г-4, разработанными в КБ-1 (И. П. Братухин).
1949 году в Серпухове и. о. заместителя начальника отдела по лётной работе — старший лётчик-испытатель ГК НИИ ВВС майор Г. А. Тиняков и лётчик-испытатель Бровцев обучали полётам на вертолётах военных лётчиков-учеников, набранных из истребительной, штурмовой и транспортной авиации ВВС.
Як-100 (Як-22). В 1950 году Бровцев и В. К. Подольный провели испытания опытного транспортного вертолёта Як-100 (Як-22).
Ми-1. В 1951—1952 годах С. Г. Бровцев и Г. А. Тиняков проводили дополнительные испытания вертолёта Ми-1.
Як-24. 3 июля 1952 года состоялся первый испытательный полет опытного вертолёта Як-24. Длился полёт менее 10 минут (висение). Поднял машину в воздух С. Г. Бровцев, в кабине с ним находился механик П. С. Семин. На двух вертолётах было выполнено 142 полёта.
Основной проблемой оказалась вибрация, для устранения которой начальник научно-исследовательского отдела ОКБ А. С. Яковлева К. С. Кильдишева предложила укоротить лопасти на 50 см.
Як-24. Летом 1955 года в Алазанской долине (Грузинская ССР) проходили специальные испытания по отработке эксплуатации вертолётов в горах. Сергей Бровцев — ведущий летчик в этих испытаниях — выполнял взлёты и посадки на площадках с уклоном, определял тягу несущего винта, необходимую для взлёта и посадки на площадках, располо
Ми-6. В 1956 году приказом Главнокомандующего ВВС СССР С. Г. Бровцев и военный лётчик-испытатель П. И. Шишов были назначены ведущими лётчиками на государственные испытания крупнейшего вертолёта в мире — многоцелевого (десантного, транспортного, санитарного) тяжёлого вертолёта Ми-6.
В 1959 году Сергей Бровцев установил мировой авиационный рекорд по высоте и грузоподъёмности на Ми-6.

### Гибель
16 июля 1964 года заместитель начальника отдела по летной работе — старший лётчик-испытатель ГК НИИ ВВС, заслуженный лётчик-испытатель СССР, Герой Советского Союза, полковник С. Г. Бровцев погиб в авиационной катастрофе во время испытательного полёта на винтокрыле Ка-22.

## Семья
Дед (по отцу) — Иван Бровцев, крестьянин.
Отец — Георгий Иванович Бровцев, железнодорожник.
Мать — Анна Михайловна Бровцева, организатор первого сельхозкооператива в посёлке Спирово.
Сестры — Елена Георгиевна Бровцева, Валентина Георгиевна Бровцева.
Младший брат — Михаил Георгиевич Бровцев.
Дочь — Валентина Сергеевна Степачёва (род. 13 августа 1946). Инженер конструктор. Закончила московский авиационный институт. Работала в КБ им. Камова, занималась проектированием вертолётов.
Сын — Вадим Сергеевич Бровцев (род. 23 мая 1944).
Сын — Владимир Сергеевич Бровцев (род. 22 октября 1942). Кавалер медали «За трудовую доблесть» (1981).
Внук — Вадим Бровцев (1969—2024), политик, экономист, общественный деятель. Государственный деятель Республики Южная Осетия. В 2009—2012 годах — председатель Правительства РЮО, в 2011—2012 годах — исполняющий обязанности Президента РЮО.
Внучка - Бровцева Наталья Вадимовна. (род. 14 июля 1969)
Внук - Алексей Олегович Степачёв (род. 02 октября 1970). Закончил ХВВАУРЭ. Военный, инженер по бортовым системам связи. Проходил службу в Чкаловском гарнизоне, там же где служил Бровцев С.Г. Трагически погиб 19 апреля 1994 года.
Внук - Александр Олегович Степачёв (род. 17 июля 1974). Закончил МИСиС. Инженер по автоматизированным системам управления.

## Звания и награды

### Воинские звания
- Младший лейтенант (1939).
- Лейтенант (после 1939).
- Старший лейтенант (после 1940).
- Капитан (после 1943).
- Полковник (1958).

### Почётные звания
- Герой Советского Союза
- (25 июня 1958, Орден Ленина, медаль «Золотая звезда» № 11076).
- Заслуженный лётчик-испытатель СССР (24 января 1963).
- Военный лётчик 1-го класса.

### Награды
- Орден Красной Звезды (18 августа 1945).
- Орден Красной Звезды (03 ноября 1953).
- Орден Красной Звезды (09 марта 1956).
- Орден Красного Знамени (29 апреля 1957)
- Орден Ленина (25 июня 1958).
- Орден Красной Звезды (23 февраля 1962).

- Медаль «За боевые заслуги» (24 июня 1948).
- Медаль «Золотая звезда» (25 июня 1958, № 11076).
- Медаль «За победу над Японией»(1945).

## Память
Бровцев был похоронен на мемориальном кладбище в посёлке Чкаловское (Щёлково-3, ныне в черте города Щёлково, Московская область).
Имя Героя Советского Союза С. Г. Бровцева присвоено средней общеобразовательной школе № 8 посёлка Спирово.
На доме № 5 по улице Бровцева в посёлке Спирово открыта мемориальная доска. На мраморе высечено: «Здесь жил Герой Советского Союза, заслуженный летчик-испытатель Бровцев Сергей Георгиевич».
На доме № 27 по Институтской улице в посёлке Чкаловский (Щёлково-3, ныне в черте города Щёлково, Московская область) также установлена мемориальная доска.
Стела в честь Сергея Бровцева установлена на Аллее Героев в Вышнем Волочке.